# Los Juncos
Los Juncos es un paraje del Departamento Pilcaniyeu, en la provincia de Río Negro, Argentina. El origen de esta localidad está dado por la estación de ferrocarril del mismo nombre. Está ubicada en la posición geográfica 41°03′43″S 71°00′50″O / -41.06194, -71.01389.

## Toponimia
El nombre de esta localidad tiene su origen en una laguna próxima en la cual abundan los juncos, planta que crece preferentemente en los bañados.